# Frank Sedgman
Francis Arthur Sedgman, detto Frank (Mont Albert, 29 ottobre 1927), è un ex tennista australiano.
Nel 1979 Jack Kramer nella sua autobiografia inserisce Sedgman nella lista dei 21 migliori giocatori nella storia del tennis.
In oltre trent'anni di carriera si è aggiudicato 5 tornei del Grande Slam in singolare, 9 in doppio (di cui 7 consecutivi con Ken McGregor, un record) e 8 in doppio misto, classificandosi primo al mondo sia in singolo che in doppio.

## Carriera
In un periodo di quattro anni, dal 1949 al 1952, Sedgman vinse 22 titoli del Grande Slam tra singolo, doppio e doppio misto. Tre in meno di John Newcombe e sei in meno di Roy Emerson che però li hanno vinti in più anni.
Nel singolare ha vinto gli Australian Championship 1949 e 1950; gli U.S. Championship nel 1951 e nel 1952 e il Torneo di Wimbledon 1952. In quell'anno giunse in finale anche agli Australian Championships e al Roland Garros. Nella sua unica apparizione agli Internazionali d'Italia, sempre nel 1952, si aggiudicò sia il singolare (battendo il due volte campione uscente Drobny) che il doppio (in coppia con l'egiziano).
Sedgman e il suo partner di doppio Ken McGregor sono l'unico team maschile ad aver conquistato il Grande Slam, vincendo tutti i tornei dello slam in un singolo anno, nel 1951. L'anno successivo vinsero ancora i primi tre tornei del Grande Slam, perdendo però agli U.S. Championships da Mervyn Rose e Vic Seixas e non riuscirono a ripetere l'impresa dell'anno precedente. La vittoria in sette tornei slam di doppio consecutivi rappresenta però un record ancora imbattuto, nella storia del tennis.
Sia in singolare che in doppio, Sedgman fu il punto di forza dell'Australia di Coppa Davis, nei primi tre dei diciotto anni di domino della nazione oceanica nella competizione (quindici vittorie nel periodo compreso tra il 1950 e il 1967).
Da professionista ha vinto due volte lo Wembley Championship: nel 1953, battendo in finale Pancho Gonzales e nel 1958, su Tony Trabert. È stato finalista anche nel 1956, sconfitto da Gonzales. Ha vinto anche il French Pro Championship 1953, battendo ancora Gonzales. Finalista al French Pro 1959 (sconfitto da Tony Trabert) e agli U.S. Pro Tennis Championships, nel 1954 e nel 1961 (sconfitto entrambe le volte da Gonzales).
È stato inserito nella International Tennis Hall of Fame nel 1979. Nel 1990, a 63 anni, si iscrisse in coppia con l'argentino Francisco Yunis al torneo di doppio del satellite di Salou, in Spagna, ma fu eliminato al primo turno.

## Finali del Grande Slam

### Vinte (5)
| Anno | Torneo                   | Avversario in finale | Risultato          |
| 1949 | Australian Championships | John Bromwich        | 6-3, 6-2, 6-2      |
| 1950 | Australian Championships | Ken McGregor         | 6-3, 6-4, 4-6, 6-1 |
| 1951 | U.S. Championships       | Vic Seixas           | 6-4, 6-1, 6-1      |
| 1952 | Wimbledon                | Jaroslav Drobný      | 4-6, 6-2, 6-3, 6-2 |
| 1952 | U.S. Championships       | Gardnar Mulloy       | 6-1, 6-2, 6-3      |

### Perse (3)
| Anno | Torneo                   | Avversario in finale | Risultato            |
| 1950 | Wimbledon                | Budge Patty          | 1–6, 10–8, 2–6, 3–6  |
| 1952 | Australian Championships | Ken McGregor         | 5-7, 10-12, 6-2, 2-6 |
| 1952 | Roland Garros            | Jaroslav Drobný      | 2-6, 0-6, 6-3, 4-6   |